# Caldcluvia paniculosa
Caldcluvia paniculosa là một loài thực vật có hoa trong họ Cunoniaceae. Loài này được (F.Muell.) Hoogland mô tả khoa học đầu tiên năm 1979.